# شارون انجيلا
شارون انجيلا (بالإنجليزية: Sharon Angela)‏ هي كاتبة سيناريو ومخرجة وممثلة أمريكية، ولدت في 14 يونيو 1963.

## أعمال

### أفلام
- (1999) الطريق للساموراي[1]
- (2013) إمباير ستات

### مسلسلات
- آل سوبرانو

## وصلات خارجية
- شارون انجيلا على موقع IMDb (الإنجليزية)
- شارون انجيلا على موقع ألو سيني (الفرنسية)
- شارون انجيلا على موقع أول موفي (الإنجليزية)
- شارون انجيلا على موقع قاعدة بيانات الفيلم (الإنجليزية)
- شارون انجيلا على موقع كينوبويسك (الروسية)